# CupcakKe
Elizabeth Eden Harris, znana jako Cupcakke (zapis stylizowany: cupcakKe, wym. /ˈkʌpkeɪk/) (ur. 31 maja 1997 w Chicago) – amerykańska raperka, piosenkarka i autorka tekstów. Jest znana ze swojej hiperseksualizowanej, bezczelnej i często komicznej osobowości i muzyki, jak i również uwzględniania w swojej muzyce tematów LGBT i wzmocnienia pozycji kobiet.
Cupcakke rozpoczęła swoją karierę jako raperka, wydając materiał online pod koniec 2012 roku. W 2015 roku dwie z jej piosenek, „Deepthroat” i „Vagina”, zyskały popularność na platformach do udostępniania wideo. Piosenki znalazły się później na jej debiutanckim mixtape, Cum Cake (2016), który znalazł się na liście Rolling Stone z najlepszymi albumami rapowymi 2016 roku pod numerem 23. Jej drugi mixtape, STD (Shelters to Deltas), został wydany w 2016 roku i poprzedził albumy studyjne Audacious (2016), Queen Elizabitch (2017), Ephorize (2018) i Eden (2018). Od tego czasu sukcesywnie wydawała solowe single, takie jak „Grilling Niggas”, „Lawd Jesus” czy „Discounts”.

## Dzieciństwo
Harris urodziła się 31 maja 1997 r. w Chicago w Illinois i wychowała się na King Drive w pobliżu Parkway Gardens. Harris była wychowywana przez samotną matkę i spędziła prawie cztery lata w chicagowskich schroniskach dla bezdomnych, trafiając tam w wieku siedmiu lat. Dorastała i chodziła do szkoły z innymi znanymi chicagowskimi raperami takimi jak Lil Reese i Chief Keef. Wcześnie zaczęła zajmować się muzyką i poezją w wieku dziesięciu lat dzięki zaangażowaniu w lokalnym kościele. To właśnie tam rozpoczęła swoją przygodę z występami, podczas których recytowała poezję o swoim chrześcijaństwie i wierze dla lokalnych pastorów.
Kiedy miała 13 lat, poznała kolegę z kościoła, który zachęcił ją do przekształcenia poezji w muzykę rap, a ona zauroczyła się tą formą sztuki. Wymienia 50 Centa, Lil' Kim i Da Brat jako osoby, które wpłynęły na jej styl muzyczny.

## Życie i kariera

### 2012–2014: Wczesna twórczość
Harris opublikowała swój pierwszy teledysk, „Gold Digger”, na swoim oficjalnym kanale YouTube w sierpniu 2012 roku. W momencie premiery miała zaledwie 15 lat - oryginalny teledysk został usunięty. W ciągu następnych kilku lat, Harris kontynuowała publikowanie oryginalnej muzyki, jak również freestyle'i z wykorzystaniem bitów innych artystów poprzez swój kanał YouTube, gdzie zgromadziła ponad 780 000 subskrybentów.

### 2015–2016:Cum Cake,S.T.D (Shelters to Deltas)orazAudacious
W październiku 2015 roku oficjalny teledysk do jej piosenki „Vagina” został wydany na YouTube przez YMCFilmz. Według Cupcakke, napisała piosenkę, ponieważ była zainspirowana utworem Khia „My Neck, My Back (Lick It)”. Miesiąc później, Harris opublikowała „Deepthroat” na swoim własnym kanale. W ciągu kilku tygodni oba teledyski stały się viralami na YouTube, Worldstar i Facebooku. Piosenki te stały się później singlami na debiutanckim mixtape Harris, Cum Cake, który ukazał się w lutym 2016 roku. Jego wydanie zostało również wsparte kolejnymi singlami, takimi jak „Juicy Coochie”, „Tit for Tat” i „Pedophile”.
W czerwcu 2016 roku Harris wydała swój drugi mixtape, S.T.D (Shelters to Deltas). Został on poprzedzony singlem „Best Dick Sucker”. Inne utwory, takie jak „Doggy Style” i „Motherlands”, również zostały później wydane jako single. Mixtape został wymieniony wśród „Best Rap Albums of 2016 So Far” Rolling Stone'a.
W październiku 2016 roku Harris wydała swój debiutancki album studyjny, Audacious. Album został poprzedzony singlem „Picking Cotton”, który został opisany przez MTV News jako „protest song o rasistowskich gliniarzach”. Innym utworom na płycie, takim jak „Spider-Man Dick” i „LGBT”, towarzyszyły teledyski. W jednym z wywiadów Harris stwierdziła, że piosenkę „„LGBT” stworzyła ściśle dla społeczności gejowskiej, aby wiedziała, że jest kochana i nie musi czuć się osądzana.”

### 2017–2018:Queen Elizabitch,EphorizeorazEden

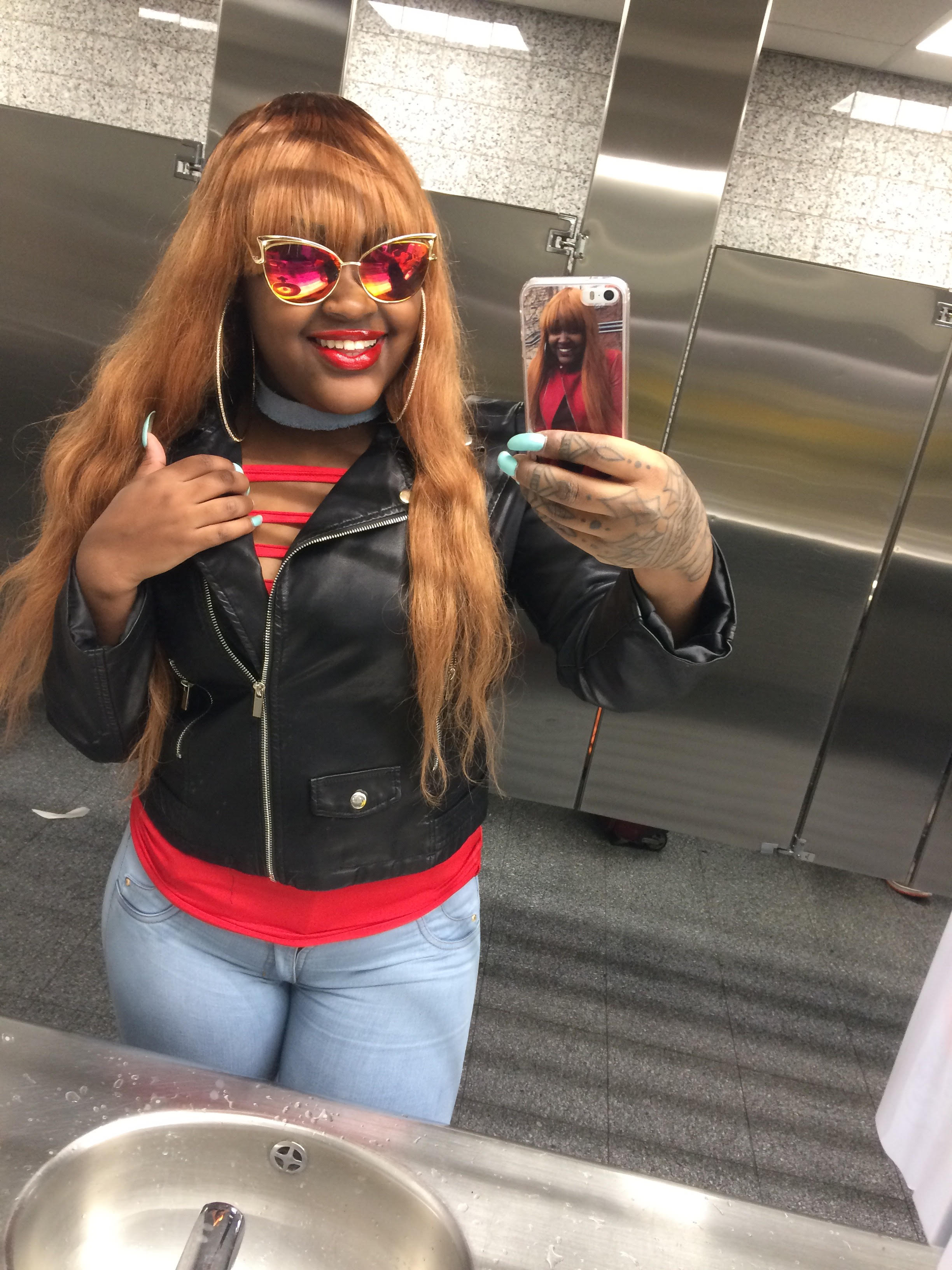
CupcakKe w 2017.

W lutym 2017 roku Harris wydała singiel „Cumshot” jako singiel do jej drugiego albumu studyjnego. 7 marca angielska piosenkarka Charli XCX wydała swoją piosenkę „Lipgloss”, w której wystąpiła Harris. Piosenka została później włączona do mixtape'u Charli XCX, Number 1 Angel, który został wydany 10 marca.
Jej drugi album studyjny, zatytułowany Queen Elizabitch, został wydany 31 marca 2017 roku. The Fader opisał go jako „typ paskudnego rapu, który uczynił z niej sensację viralową, obok całkowicie popowych hitów, takich jak „33rd" i  freestyle a cappella „Reality, Pt. 4". Stereogum zauważył również, że album „widzi CupcakKe angażującą się w obecny klimat polityczny i trendy radiowe w sposób, który może pomóc jej przekroczyć do bardziej mainstreamowej publiczności”.
7 kwietnia 2017 roku Queen Elizabitch została usunięta z serwisów streamingowych i sklepów z muzyką cyfrową z powodu nielegalnego podkładu muzycznego, który Harris zakupiła od, jak to określiła, „podejrzanego producenta". Wkrótce ogłosiła na Twitterze, że Queen Elizabitch zostanie ponownie wydany 16 kwietnia. Następnie wydała single „Exit” i „Cartoons” w listopadzie 2017 roku.
Jej trzeci album studyjny, Ephorize, został wydany 5 stycznia 2018 roku. Exclaim! nazwał go „jej najbardziej dopracowaną pracą do tej pory". Później wydała teledyski do utworów „Duck Duck Goose” i „Fullest”, gdzie w tym pierwszym występuje, „pokazując obszerną kolekcję dildosów, a także figurkę Statuy Wolności."
9 listopada 2018 roku Harris wydała swój czwarty album studyjny, Eden. Wydała teledyski do głównego singla „Quiz”, a także do kolejnych singli „Hot Pockets” i „Blackjack”.

### Od 2019: Przerwa i pojedyncze single

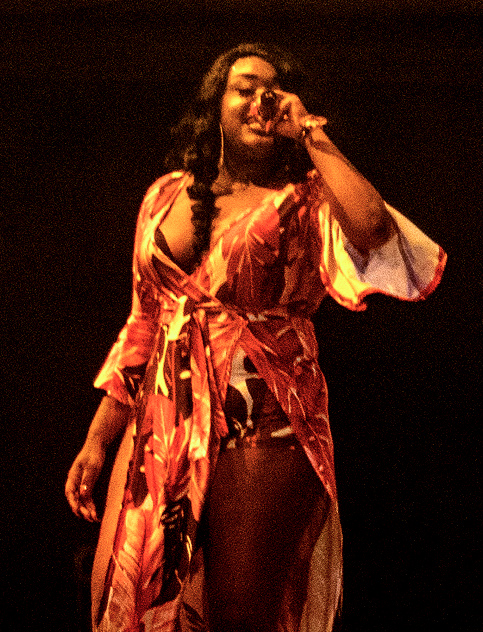
Cupcakke podczas festiwalu Primavera Sound w 2019.

8 stycznia 2019 roku Harris została podobno zabrana do szpitala w Chicago po tym, jak tweetowała, że zamierza popełnić samobójstwo. W tweecie opublikowanym następnego dnia, Harris napisała: "Długo walczyłam z depresją. Przepraszam, że zrobiłam to publicznie ostatniej nocy, ale już wszystko w porządku. Trafiłam do szpitala i w końcu otrzymuję pomoc, której potrzebuję, aby przetrwać, być szczęśliwą i dostarczać wspaniałą muzykę. Dzięki za wszystkie modlitwy, ale proszę, nie martwcie się o mnie".
11 stycznia 2019 roku ukazał się singiel „Squidward Nose”, a 21 lutego premierę miał teledysk do piosenki z udziałem Johna Early'ego. 17 kwietnia 2019 roku Harris wydała remix piosenki Lil Nas X „Old Town Road”, zatytułowany „Old Town Hoe”, na swoim kanale YouTube, a teledysk następnego dnia.
We wrześniu 2019 roku Harris zamieściła kilka postów w mediach społecznościowych krytykujących kilku artystów takich jak Camila Cabello (oskarżyła Cabello o rasizm) i Shawn Mendes, a następnie jej ogłoszenie o przejściu na emeryturę w wideo na żywo na Instagramie. Stwierdziła: „Ten live będzie ostatnim wideo, które wszyscy zobaczą ode mnie. Całkowicie kończę z muzyką". Powiedziała, że nie będzie już publicznie wydawać muzyki i że usunie swoją muzykę ze wszystkich platform streamingowych. Stwierdziła, że jest zaniepokojona widząc dzieci w filmikach i młodych ludzi na jej koncertach śpiewających razem z nią do jej dosadnych i wulgarnych piosenek; czuła, że deprawuje młodzież swoimi wyuzdanymi utworami. Harris powiedziała również fanom, że ma „bardzo złe uzależnienie od hazardu" i że przegrała 700 000 dolarów w kasynie we wrześniu 2018 roku. Konta Harris na Instagramie i Twitterze zostały dezaktywowane po zakończeniu livestreamu. Jej muzyka pozostała dostępna na platformach streamingowych.
7 listopada 2019 roku Harris wróciła z emerytury po 40-dniowej nieobecności na wszystkich mediach społecznościowych z tweetem: „Jezus pościł 40 dni i ja też... 16 listopada". 6 marca 2020 roku Harris wydała nowy singiel „Lawd Jesus”. Harris umieściła swój pierwszy film na YouTube od czasu usunięcia wszystkich filmów na jej kanale w poprzednim roku z podwójnym teledyskiem do singli „Grilling Niggas” i „Lawd Jesus” 13 maja 2020 roku.
1 czerwca 2020 roku CupcakKe wydała singiel „Lemon Pepper”, z którego połowa wpływów została przeznaczona na fundusz Minnesota Bail. Kolejny singiel, „Discounts” został wydany 26 czerwca. Piosenka spotkała się z uznaniem krytyków, osiągnęła 78. miejsce na UK Singles Downloads Chart i numer 80 na UK Singles Sales Chart, stając się jej pierwszym singlem, który tego dokonał. „Discounts” osiągnęło również numer jeden na amerykańskiej liście przebojów iTunes, co jest jej pierwszą piosenką, która to zrobiła. Jest także jedyną kobietą raperką, która ma numer jeden na liście przebojów iTunes bez wytwórni.
W dniu 16 grudnia 2020 roku Harris otrzymała znaczną uwagę mediów po wydaniu „How to Rob (Remix)”, który był diss trackiem. Został on wydany na YouTube i ukazuje Harris atakującego m.in. Megan Thee Stallion, Lizzo i Lil' Kim. Piosenka otrzymała pozytywne recenzje.
1 marca 2021 roku „Deepthroat” otrzymał złoty certyfikat od Recording Industry Association of America (RIAA), który oznacza sprzedanie pięćset tysięcy jednostek.
W czerwcu 2021 roku magazyn Rolling Stone poinformował, że Harris będzie współprowadziła wraz z Tiffany Pollard nadchodzący reality show OutTV "Hot Haus", który będzie debiutem raperki w roli gospodarza telewizyjnego. Harris powiedziała o swojej decyzji castingowej: „Jak tylko usłyszałam, ze program polega na posiadaniu swojej seksualności i talentu, wiedziałam, że muszę być zaangażowana".
Począwszy od czerwca 2021 roku remiksy różnych piosenek z wokalami z singli Harris „Deepthroat” i „Vagina” zaczęły krążyć na aplikacji do dzielenia się wideo TikTok. Zostało to opisane jako jeden z najpopularniejszych i najdłużej trwających trendów w tej aplikacji. Remiksy na TikToku zazwyczaj polegały na wzięciu popularnych piosenek i wklejania w nie seksualne teksty Harris w różnych odstępach czasu, aby uzyskać efekt komediowy, np. zastępując niektóre słowa oryginalnej piosenki popularnymi jej słowami, takimi jak cum, vagina, pussy, dick, papi, slurp, suck, bitch, twat, I'm horny, juggle them balls i smack my ass like a drum, a także jej charakterystycznymi jękami. Twarz Harris zazwyczaj była też wklejana w twarze artystów lub zespołów albo w okładki utworów parodiowanych przez użytkowników TikToka, co dodawało zabawności. Zaczęła tworzyć TikToki, aby promować swoją muzykę, w tym swój najnowszy singiel „Marge Simpson” i starszą piosenkę „CPR”, z których ta druga stała się viralem.
23 lutego 2022 pojawiła się w remiksie piosenki "Good PusS" wykonawcy COBRAH, a 11 marca 2022 w remiksie piosenki "PTPOM" z ShantiiP oraz Tay Money.

## Dyskografia

### Albumy studyjne
| Tytuł            | Szczegóły dot. albumu                                | Najwyższa pozycja w rankingu | Najwyższa pozycja w rankingu | Najwyższa pozycja w rankingu |
| Tytuł            | Szczegóły dot. albumu                                | US                           | US Indie                     | NZ                           |
| ---------------- | ---------------------------------------------------- | ---------------------------- | ---------------------------- | ---------------------------- |
| Audacious        | - 14 października 2016 - brak wytwórni - CD, digital | —                            | —                            | —                            |
| Queen Elizabitch | - 31 marca 2017 - brak wytwórni - CD, digital        | —                            | —                            | —                            |
| Ephorize         | - 5 stycznia 2016 - brak wytwórni - CD, digital      | 2                            | 18                           | 6                            |
| Eden             | - 9 listopada 2016 - brak wytwórni - digital         | —                            | —                            | —                            |

### Mixtape
| Tytuł                      | Szczegóły dot. albumu                           |
| -------------------------- | ----------------------------------------------- |
| Cum Cake                   | - 9 lutego 2016 - brak wytwórni - CD, digital   |
| S.T.D (Shelters to Deltas) | - 19 czerwca 2016 - brak wytwórni - CD, digital |

### Single

#### Jako główna artystka
| "Vagina" | 2015 | —  | —  | —  | —  |               | Cum Cake                   |
| "Deepthroat" | 2015 | —  | —  | —  | —  | - RIAA: Złoto | Cum Cake                   |
| "Juicy Coochie"                                                                                                  | 2016 | —  | —  | —  | —  |               | Cum Cake                   |
| "Best Dick Sucker"                                                                                               | 2016 | —  | —  | —  | —  |               | S.T.D (Shelters to Deltas) |
| "Panda (Remix)"                                                                                                  | 2016 | —  | —  | —  | —  |               | S.T.D (Shelters to Deltas) |
| "Picking Cotton"                                                                                                 | 2016 | —  | —  | —  | —  |               | Audacious                  |
| "Cumshot" | 2017 | —  | —  | —  | —  |               | Queen Elizabitch           |
| "Biggie Smalls"                                                                                                  | 2017 | —  | —  | —  | —  |               | Queen Elizabitch           |
| "Exit" | 2017 | —  | —  | —  | —  |               | Ephorize                   |
| "Cartoons" | 2017 | —  | —  | —  | —  |               | Ephorize                   |
| "Quiz" | 2018 | —  | —  | —  | —  |               | Eden                       |
| "Hot Pockets" | 2018 | —  | —  | —  | —  |               | —                          |
| "Blackjack" | 2018 | —  | —  | —  | —  |               | Eden                       |
| "Squidward Nose"                                                                                                 | 2019 | —  | —  | —  | —  |               | —                          |
| "Bird Box" | 2019 | —  | —  | —  | —  |               | —                          |
| "Ayesha" | 2019 | —  | —  | —  | —  |               | —                          |
| "Whoregasm" | 2019 | —  | —  | —  | —  |               | —                          |
| "Grilling Niggas"                                                                                                | 2019 | —  | —  | —  | —  |               | —                          |
| "Lawd Jesus" | 2020 | —  | —  | —  | —  |               | b/d                        |
| "Lemon Pepper"                                                                                                   | 2020 | —  | —  | —  | —  |               | b/d                        |
| "Discounts" | 2020 | 10 | 6  | 70 | 78 |               | b/d                        |
| "Elephant" | 2020 | —  | —  | —  | —  |               | b/d                        |
| "Gum" | 2020 | —  | —  | —  | —  |               | b/d                        |
| "How to Rob (Remix)"                                                                                             | 2020 | —  | —  | —  | —  |               | —                          |
| "The Gag Is" | 2020 | —  | —  | —  | —  |               | —                          |
| "Back In Blood (Remix)"                                                                                          | 2021 | —  | —  | —  | —  |               | —                          |
| "Mickey" | 2021 | —  | —  | —  | —  |               | b/d                        |
| "Mosh Pit" | 2021 | —  | 10 | —  | —  |               | b/d                        |
| "Moonwalk" | 2021 | —  | —  | —  | —  |               | b/d                        |
| "Huhhhhh" | 2021 | —  | —  | —  | —  |               | b/d                        |
| "Marge Simpson"                                                                                                  | 2021 | —  | —  | —  | —  |               | b/d                        |
| „—" w pozycjach oznacza, że album nie znalazł się na liście, „—" w "Album" oznacza, że nie znalazł się na żadnym |      |    |    |    |    |               |                            |

#### Jako gość
| Tytuł                                                                         | Rok  | Album                      |
| ----------------------------------------------------------------------------- | ---- | -------------------------- |
| "Man Pussy" (M.A.N. II featuring Cupcakke)                                    | 2016 | 204ever                    |
| "Cabbage (Remix) (Ladies and Fellas)" (ETSWHORE featuring Cupcakke)           | 2016 | —                          |
| "Pu$$y Market" (Gumball Machine featuring Cupcakke)                           | 2016 | Professional Fame          |
| "PÜ$$Y (RemiXXX)" (George G featuring Cupcakke)                               | 2016 | —                          |
| "2 Bad Azz Bitches" (Brian Castle featuring Cupcakke)                         | 2016 | —                          |
| "Situation" (Xavi Got Bars featuring Cupcakke)                                | 2016 | —                          |
| "Trouble in Hollywood!" (Mise Darling featuring Cupcakke)                     | 2016 | Plastic Love               |
| "Boy" (K.I.D. featuring Cupcakke)                                             | 2017 | Poster Child               |
| "Get Ya Shine On" (So Drove featuring Cupcakke, Kreayshawn and TT The Artist) | 2017 | —                          |
| "Loverboy" (Nico Raimont featuring Cupcakke)                                  | 2017 | —                          |
| "Queens of the Streets" (Petey Plastic featuring Cupcakke)                    | 2017 | —                          |
| "Lick You" (Dante Dcasso featuring Cupcakke)                                  | 2017 | —                          |
| "Party Like a Pornstar" (Jamez Hunter featuring Cupcakke)                     | 2017 | —                          |
| "Like a Snapback" (Benzo Fly featuring Cupcakke)                              | 2018 | Different Mind State       |
| "Drip" (Keiston featuring Osha So Gutta and Cupcakke)                         | 2018 | Elevated                   |
| "Falling Fast" (Tucker William featuring Cupcakke)                            | 2018 | Falling Fast – The Remixes |
| "Ass & Titties" (Kazzie featuring Cupcakke)                                   | 2018 | —                          |
| "School Night" (Greer featuring Cupcakke)                                     | 2018 | —                          |
| "No Fats, No Femmes" (Big Momma featuring Cupcakke)                           | 2018 | MILF                       |
| "Bitter Chocolate" (Sage Charmaine featuring Cupcakke)                        | 2018 | —                          |
| "Ripe" (Banoffee featuring Cupcakke)                                          | 2020 | Look at Us Now Dad         |
| "Shake Sum" (Kidd Kenn featuring Cupcakke)                                    | 2020 | Child's Play               |
| "Abc, S" (YBCKIDMELO featuring Cupcakke)                                      | 2020 | —                          |
| "Down" (MkX featuring Cupcakke)                                               | 2020 | —                          |
| "Good PusS (Remix)" (COBRAH featuring Cupcakke)                               | 2022 | —                          |
| "PTPOM (Shemix)" (Tay Money featuring Cupcakke & ShantiiP)                    | 2022 | —                          |

### Jako drugorzędny artysta
| Tytuł                      | Rok  | Inny artysta(ci)                                     | Album                       |
| -------------------------- | ---- | ---------------------------------------------------- | --------------------------- |
| "Lipgloss"                 | 2017 | Charli XCX                                           | Number 1 Angel              |
| "I Got It"                 | 2017 | Charli XCX, Brooke Candy, Pabllo Vittar              | Pop 2                       |
| "Iced Out Dick"            | 2018 | Mathew Meyer                                         | God Hates Mr. Meyer         |
| "LMK (What's Really Good)" | 2018 | Kelela, Princess Nokia, Junglepussy, Ms. Boogie      | Take Me a_Part, the Remixes |
| "Safari Zone"              | 2019 | Aja                                                  | BOX Office                  |
| "Shake It"                 | 2019 | Charli XCX, Big Freedia, Brooke Candy, Pabllo Vittar | Charli                      |

## Trasy koncertowe
- The Marilyn Monhoe Tour (2017)[51]
- The Ephorize Tour (2018)[52][53]
- The Eden Tour (2018-2019)[54][55]
- The $10K Tour (2019)[56]